# Francis Fricker
Pour les articles homonymes, voir Fricker.
Francis Fricker, né le 24 avril 1921 à Sainte-Marie-aux-Mines (Haut-Rhin) et mort le 8 juin 2006 à Nice, est un coureur cycliste français, professionnel de 1940 à 1948.

## Palmarès
- 1938
  - Course de côte du mont Coudon
- 1939
  - Course de côte du mont Coudon
  - 2e de la Course de côte du mont Faron
- 1940
  - Course de côte de La Turbie
- 1941
  - 2e du championnat des Alpes-Maritimes
- 1942
  - Course de côte de La Turbie
  - 3e de la Course de côte de Mont-Cauvaire
- 1943
  - Course de côte du mont Faron
  - 2e de la Course de côte de Mont-Cauvaire
- 1944
  - Course de côte de La Turbie
- 1945
  - Course de côte du mont Faron
- 1946
  - Course de côte du mont Faron
- 1947
  - Nice-Mont Agel
  - Course de côte du mont Faron
- 1948
  - 2e de Nice-Mont Agel
  - 3e de la Course de côte du mont Faron
  - 3e de la Course de côte de La Turbie

### Résultats sur les grands tours

#### Tour d'Espagne
1 participation
- 1948 : abandon (4e étape)